# Патријарх јерусалимски Диодор
Патријарх Диодор (рођ. Дамјанос Каривалис, 14. август 1923. Хиос, Грчка, 19. децембра 2000. Јерусалим) епископ Јерусалимске православне церкве; од 1. марта 1981. године 139. патриарх Јерусалимски и целе Палестине.
Званични назив: Његово Блаженство и пресвети кир Диодор, патријарх Светог града Јерусалима и целе Палестине, Сирије, Арабије, Обонпоља Јорданског, Кане Галилејске и Светог Сиона.

## Биографија
Рођен је 14. августа 1923. године на острву Хиосу у породици грчког свештеника. Ту је стекао и основно образовање.
Октобра 1938. дошао је у Јерусалим, где је наставио школовање у Гимназији Гробног братства, коју је завршио 1943. године.
Патријарх јерусалимски Тимотеј увео га је у монашки чин, са именом Диодор, 4. марта 1944. године .

## Свештенство
Дана 5. октобра 1947. године, на Голготи, рукоположен је у јеромонаха од архиепископа епархијског Иринарха и постављен за игумана манастира у Преторији у Јерусалиму и секретара Комисије за имовину.
Године 1952. Синодском одлуком архимандрит Диодор је упућен у Атину да студира на Богословском факултету Атинског универзитета, након чега се 1957. године враћа у Јерусалим и где је изабран за професора Патријаршијске школе Светог Димитрија, библиографа и архивиста.
Године 1958. постављен је за старешину Црквеног суда, а 1959. године – за старешину Патријаршијске Драгоманије.

## Епископија
Дана 10. новембра 1962. године хиротонисан је за архиепископа јерапољског са катедром у Цркви Светих Апостола на Маслинској гори.
Почетком 1963. године постављен је за патријаршког намесника у Аману и источном Јордану, где је активно радио до избора за патријарха, одржавајући цркву, школу и патријаршијски конак о свом трошку.

## Патријаршија
Дана 16. фебруара 1981. године изабран је за патријарха јерусалимског, а 1. марта у храму Васкрсења Христовог у Старом граду извршено је његово патријаршијско устоличење.
Дана 2. септембра 1981. године био је у званичној посети Руској православној цркви, где му је додељено звање почасног доктора Лењинградске богословске академије.
Септембра 1982. био је у званичној посети Сједињеним Државама и где га је лично примио амерички председник Роналд Реган.
У периоду Диодоровог управљања Јерусалимском патријаршијом настављени су активни рестаураторски радови у зградама Јерусалимске патријаршије, посебно у храму Васкрсења Христовог. Изграђени су: нова зграда Патријаршије, нова Патријаршијска резиденција, црква Светог Николе, Патријаршијска школа и свештенички дом у Акаби (Јордан), обновљен је порушени манастир Архангела Михаила у Јафи, обновљен је кров базилике Рождества Христовог.
Обнавио је традиционалног Великог освештања вода Јорданских на месту Крштења Господњег иза манастира Јована Крститеља између Мртвог мора и Јерихона, који је миниран током Шестодневног рата 1967. године. Тако су православно свештенство и верници почели да иду, у пратњи израелске војске, која је очистила приступ светој реци, на уобичајено Велико освећење вода Јорданских на Богојављење.
На инсистирање Диодора, Свети синод Јерусалимске православне цркве, "узимајући у обзир наше поновљене позиве како појединим неправославнима, тако и свим учесницима дијалога на терену да престану са прозелитизмом, као и наше ватрене протесте, који, међутим,, није дао никакав позитиван резултат“, одлучио је „Да бисмо заштитили нашу паству, прекинути теолошки дијалог са свим неправославнима уопште, односно са римокатолицима, англиканима, антихалкидонцима, старокатолицима, лутеранима и реформаторима“. О томе је патријарх Диодор обавестио поглаваре помесних Аутокефалних Православних цркава писмом од 13. јула 1989. године .
Дана 2. октобра 1989. године, у грчком манастиру Светих Кипријана и Јустине, Патријарх Диодор је рекао: „Јерусалимска Патријаршија никада се није променила и неће променити учење, каноне и догмате наше Цркве. Спремни смо да наставимо да радимо, а ако треба и да страдамо зарад њиховог очувања. Претње које свакодневно добијамо и поступци наших противника нас ни најмање не плаше. Остаћемо непоколебљиви чувари, верни учењу наше Цркве.” Овакав став патријарха Диодора довео је до свађе између две патријаршије Цариградске и Јерусалимске. Контакти Јерусалима са присталицама старог учења, као и отворена подршка коју је Јерусалим пружао оним парохијама у Аустралији које су биле у сукобу са својим архиепископом Стилијаном (Харкианакисом), претворили су се у посебан проблем. Највиша тачка сукоба две патријаршије био је Сабор одржан у Истанбулу 30-31. јула 1993. године, којим је председавао цариградски патријарх Вартоломеј, уз присуство великог броја епископа и представника грчке дијаспоре. Овај Сабор је, наиме, сазван да осуди патријарха Диодора и његове активности. Сам Патријарх јерусалимски није дошао, рекавши да, у складу са светим канонима, Патријарху помесне цркве може судити само Васељенски сабор. Патријарх Диодор је осуђен због мешања у послове ван своје надлежности, „фракционистичке делатности“, завере против Цариградске патријаршије и евхаристијског општења са „шизматицима и јеретицима“ као и поделе у грчком народу. Помен Патријарха Диодора у диптихима Цариградске патријаршије је прекинут, међутим, из „милосрђа и човекољубља“ му је дато време за покајање до празника Рођења Христовог под претњом лишења достојанства. Истовремено, сабор је одлучио да скине чин архиепископа Исихија (Кондојаниса) и Тимотеја (Маргаритиса). Одлуке овог сабора дошле су до предстојатеља свих православних цркава и изазвале бурну дискусију, али ни једна патријаршија није изразила званично противљење. Било је протеста Свете Горе Атонске, али су остали велики манастири ћутали. Након одлуке Цариградског сабора 1993. године, архиепископ синајски Дамјан (Самарџис) је престао да помиње патријарха Диодора. Одмах после Сабора, име патријарха Диодора је избрисано из диптиха Цариградске православне цркве.
Након што је влада Грчке издала саопштење о престанку издавања финансијске помоћи Јерусалимској цркви, патријарх Диодор је одбио да организује егзархију у Аустралији и у било којој другој земљи; исте године је обновљен његов помен у диптихима ОПЦ, а разрешеним свештенослужитељима враћено је достојанство. 1995. године Патријарх Вартоломеј је посетио Јерусалимску Православну Цркву.
Последњих година живота, патријарх Диодор је био тешко болестан од дијабетеса. 5. новембра 2000. године одржао је последњи пријем поводом крсне славе Јерусалимске Патријаршије.
Дана 14. децембра 2000. одведен је у болницу Хадаса Еин Карем у Јерусалиму са дијагнозом микроинфаркта. Патријарх московски и све Русије Алексије II послао је 15. децембра телеграм патријарху Диодору са жељом за оздрављење.

## Смрт и сахрана
У болници се стање патријарха Диодора стално погоршавало и 19. децембра 2000. године је умиро.
Дана 22. децембра, у Саборној цркви Јерусалимске Патријаршије Светих равноапостолних Константина и Јелене, патријаршки митрополит Корнилије (Рходусакис) је началствовао опело патријарху Диодору.
Након парастоса, кренула је литија до места сахране. Ковчег са телом патријарха Диодора у наручју пренет је у зграду Јерусалимске патријаршије, где је служен парастос. Затим је поворка кренула кроз јерменску четврт до Маслинске горе. У манастиру у Малој Галилеји, Патријарх Диодор је сахрањен у крипти цркве Светих Апостола.